# Yohana Masagli
Yohana Masagli (Córdoba, Provincia de Córdoba, Argentina; 5 de octubre de 1990) es una futbolista argentina. Juega de defensora central en Boca Juniors de la Primera División Femenina de Argentina.

## Trayectoria

### Inicios
Surgió futbolísticamente en el club Belgrano, de su ciudad natal. Había comenzado jugando en clubes desde los 16 años, llegó al Pirata luego de unas pruebas en donde en un comienzo, su posición era de lateral por la izquierda.

### Huracán
Llega al globo cuando la selección Sub-20 disputó amistosos en Córdoba, una delegada de Huracán le ofreció sumarse al equipo. Debido a que pocas compañeras concurrían a entrenar en varias ocasiones, se postuló para el arco y llegó a jugar de arquera durante 1 año. Luego de 4 años abandona el club.

### UAI Urquiza
En 2015, antes del comienzo de la Liga Cordobesa, se muda a Buenos Aires y comienza su carrera profesional debutando en torneos oficiales con el Furgonero. Se consagró campeona de 3 títulos nacionales (2016, 2017/18 y 2018/19) y además participó de 3 Copas Libertadores.

### Espanyol
En marzo de 2022 se une al club perico de la Primera Federación, de cara al resto de la temporada, siendo esta su primera experiencia internacional, con el objetivo de ascender a la máxima división del país.

### UAI Urquiza (segunda etapa)
El 4 de agosto de 2022, se anuncia su retorno a la UAI firmando contrato hasta diciembre de 2022.

### Boca Juniors
En diciembre de 2022 se oficializó como refuerzo de Las Gladiadoras, llegando libre desde la UAI.

## Estadísticas

### Clubes
| Club         | País      | Año             |
| ------------ | --------- | --------------- |
| UAI Urquiza  | Argentina | 2015 - 2021     |
| RCD Espanyol | España    | 2022            |
| UAI Urquiza  | Argentina | 2022            |
| Boca Juniors | Argentina | 2022 - presente |

Nota: Solo se tienen en cuenta competiciones oficiales de AFA y RFEF.

## Palmarés

### Títulos nacionales
| Título           | Club               | País      | Año       |
| ---------------- | ------------------ | --------- | --------- |
| Primera División | UAI Urquiza        | Argentina | 2016      |
| Primera División | UAI Urquiza        | Argentina | 2017-2018 |
| Primera División | UAI Urquiza        | Argentina | 2018-2018 |
| Primera División | C. A. Boca Juniors | Argentina | 2023      |

## Vida personal
Además de fútbol, en el pasado jugó al básquet desde los 12 hasta los 16 años de edad.